# Argument
La paraula argument (del llatí argumentum) s'aplica, a voltes, a un discurs amb referència a un contingut que es dirigeix a l'interlocutor amb finalitats diferents. La qualitat fonamental d'un argument és la consistència i coherència, entenent per tal el fet que el contingut de l'expressió, discurs o obra adquireixi sentit o significació d'alguna de les formes següents.
Es tracta d'un terme molt emprat en literatura. Ve del mot llati argumentum, que vol dir ‘justificació’. L'argument o sinopsi seria una story-line desenvolupada, el resum, ni més ni menys, d'una història que volem novel·lar o guionitzar. És, per ser més exactes, la defensa de la història. És convenient fer-lo per estudiar la viabilitat de producció, sobretot en el cas del cinema o del teatre, la viabilitat de mercat i la viabilitat artística o, cosa que és el mateix, els possibles costos i facturació i comptar amb la tecnologia i recursos humans adequats. Es considera que hauria de tenir de cinc a vint pàgines, més o menys, i hauria de contenir, per anar bé, les informacions següents: 

## Punt de vista
El punt de vista és el punt on se situa el narrador per contar la història. El lector, que coneix les regles, sap que pot mentir, silenciar aspectes essencials i, fins i tot, deformar els esdeveniments. També és cert que el narrador, a fi de donar una aparença d'objectivitat, cedeix la veu i, per tant, la responsabilitat d'allò que explica, a un personatge, però segueix existint un problema de confiança.

### Omnisciència i objectivitat
La més important característica del narrador és l'omnisciència, que li permet estar en diversos llocs alhora, jutjar les accions dels personatges i, fins i tot, penetrar en el seu cervell, de manera que en coneix les preocupacions, els desitjos, les creences, les preferències. Aquest tret topa amb la incredulitat del lector, no tant perquè dubti de l'existència del narrador sinó perquè possiblement no li atorga les qualitats divines de les quals fa ostentació. Per això, s'ha buscat narradors que no les tinguessin. El problema, doncs, és l'objectivitat i, per això, la recerca de solucions.

### Tipus de narradors
El narrador pot formar part de la història (narrador intern) o no (narrador extern). Les narracions Aquella paret, aquella mimosa i La salamandra, de Mercè Rodoreda, són exemples del primer, mentre que El mar, de la mateixa autora i Le coeur simple, de Gustave Flaubert, en serien del segon. El narrador pot coincidir amb el protagonista de la història (narrador protagonista), com és el cas de La salamandra, abans mencionada, o ser simplement un mer testimoni (narrador testimoni), com és el cas de La dona de la botiga, de Katherine Mansfield. Mentre el narrador omniscient té tots els trets associats a aquesta qualitat, com en el cas de Crim i càstig, de Dostoievski, el narrador objectiu es limita a contar allò que es pot observar a través dels sentits i solament mostra els fets, sense analitzar-los, com en el cas de Sol i lluna, de Katherine Mansfield. El narrador-editor és aquell que conta uns fets que ha trobat escrits en un manuscrit o document perdut i que, a voltes no gosa reproduït fil per randa, com en el cas del Quixot. A voltes, el narrador es limita aparentment a posar el títol, com en cas de MS. Found in a Bottle, d'Edgar Allan Poe, però s'endevina la seva presència en la veu del suposat narrador, sobretot a l'inici, quan pretén convèncer els possibles lectors que les seves aventures són una experiència autèntica.

### Estil indirecte lliure
El narrador transmet en veu pròpia allò que pertany a la veu d'un dels personatges. Així, al segon capítol de Pilar Prim, de Narcís Oller, el narrador exclama: “Oh, quina impressió de soledat!”. No és ell qui té aquesta sensació sinó la protagonista. D'una manera semblant, el narrador de La mosca, de Katherine Mansfield, conclou: “Ni que matessin seria capaç de recordar-se'n.” No és tampoc seva la frase, entreveiem que correspon a l'amo, el protagonista despòtic i sense cor.

### Monòleg interior
El monòleg interior és una tècnica que ha caracteritzat la narratica contemporània. També és coneguda per corrent de consciència o flux de consciència. Mira de reproduir el corrent de pensament dels personatges, com queda palès des del primer moment a Mrs Dalloway, de Virginia Woolf. En la literatura catalana, tot i ser associada a l'anglesa, trobem molts exemples, com el capítol de Mirall trencat, de Mercè Rodoreda, en què Maria es llença des de la teulada perquè la travessi una branca del llorer, i mor dessagnada. No cal, en aquest cas, un narrador omniscient que faci de mediador entre el pensament d'un personatge i el lector, ja que aquest el coneix directament i a doll.

### Punt de vista polièdric
Quan una narració presenta diversos narradors, llavors el punt de vista esdevé múltiple, polièdric. Així succeeix a Joc de testimonis (The Key to Nicholas Street), de Stanley Ellin, una esplèndida novel·la negra on la intriga es basa precisament en aquest recurs. Sucessivament, els personatges, que esdevenen narradors en un dels capítols, aporten noves dades, que el lector va processant perquè la sorpresa final no sigui sobtada.

### Fal·làcia patètica
La fal·làcia patètica consisteix a descriure la naturalesa amb finalitats introspectives, és a dir, es pretén que el lector l'associï amb els sentiments, les perspectives, les sensacions d'un determinat personatge. Al tercer capítol de Pilar Prim, de Narcís Oller, el crepuscle i ‘una gran mar de boires' es relacionen amb l'estat de melangia i de tristesa de la protagonista.

## Temporalitat
Encara que el temps verbal és important en el desenvolupament textual, no es fa referència aquí pas a aquest concepte. El que compte des d'un punt de vista narratològic són el temps de la història i el temps de la narració i les discordances que hi ha entre ambdues.

### Temps de la història i temps de la narració
Ja s'ha dit que l'argument és una idea nostra, del nostre cervell, és la defensa de la nostra història, però és clar, qualsevol història es desenvolupa temporalment, comença en un moment, per exemple el gener del 1999, i acaba en un altre, per exemple l'octubre del 2026, com succeeix a Cròniques marcianes, de Ray Bradbury. Aquest és el temps de la història. El temps de la narració, en canvi, és el de lectura, que segueix l'ordre lineal del manuscrit, del mecanoscrit o del llibre. Potser hi hauria d'haver una correspondència bijectiva entre ambdós temps, però no passa gairebé mai, perquè es presenten unes discordances notables.

### Discordances
Hi són. Esperaríem, per exemple, que en encetar una narració topéssim amb l'inici de la història. Doncs no, potser llegim el final, quan la protagonista, farta de la tortura psicològica del marit, el mata. També esperaríem que no se'ns amagués res. Doncs tampoc, com succeeix a Cròniques marcianes, que no sabem res d'allò que suceeix entre el desembre del 2005 i l'abril del 2006. I, finalment, desitjaríem que no hi hagués interrupcions dels fets (digressions, descripcions) que alentissin el ritme. Vegem-ne unes quantes:

#### Acronologia
Es tractaria del desordre cronològic dels esdeveniments que solen presentar les narracions actuals i que el lector mira d'ordenar adequadament. Sovint aquesta tècnica va associada a una altra, el corrent de consciència. Els salts temporals endavant i endarrere són constants, per exemple, a La gallina, de Mercè Rodoreda.

#### In medias res
La tècnica narrativa in medias res, d'ascendència clàssica, consiteix a iniciar la narració en un instant àlgid i retrocedir per explicar-ne els antecedents. Així succeeix amb Julita, de Martí Genís i Aguilar, on l'autor presenta al primer capítol la greu malaltia de la protagonista, base del conflicte dramàtic, per retrocedir fins a anar al punt en què s'ha produït. Aquest recurs permet a l'autor fer un retrat detallat no solament de Julita sinó també del seu entorn familiar, especialment el pare.

#### Anticipació
Es tracta d'avançar alguns fets que després la narració contarà. L'anticipació o prolepsi, tècnica inversa a la retrospecció o analepsi, és una de les principals formes d'anacronia que pot presentar una narració. Just començar, el narrador de La balda del cafè trist, de Carson McCullers, fa conèixer al lector per endavant elements del drama, com el següent: “l'exmarit de la senyoreta Amelia, un home terrible que tornà al poble després d'una llarga estada a la presó, que causà la ruïna (...).”

#### Premonició
Idea, pensament, somni especialment, que anuncia el que s'ha d'esdevenir. Avís misteriós, de Joaquim Ruyra, conta el somni en què la mare condueix el fill a través de la boscúria fins a arribar a una estació situada a la planura, on, després d'abraçar-lo, es precipita dintre d'un vagó impedint espaordida que l'acompanyi; pocs dies després, segueix contant, la mare emmalaltia i moria.

#### Flashback
La retrospecció, analepsi, salt enrere o flashback consisteix a anar endarrere, de contar alguns fets anteriors a aquells que s'estan contant. Jacobé, de Joaquim Ruyra, comença en un dia lleig de tardor, segons el narrador, per anar immediatament endarrere per referir-se a la dida i a la seva filla, la protagonista, bàsicament per explicar com era abans. Es tracta d'un recurs molt emprat des de bon començament pel cinema. L'empra, per exemple Marcel Carné a Le Jour se Lève[: François, que assassina Valentin, desesperat s'atrinxera al seu apartament i, mentre la policia el cerca, repassa els esdeveniments que l'han portat al crim.

#### Digressió
El temps de la història s'atura, però el de la narració avança amb els comentaris del narrador sobre els personatges o sobre els fets que conta. Aquest exemple és extret de l'acabament Julita, de Martí Genís i Aguilar: “Qui hagués vist aquells dos cors que respiraven un soldesig i els cremava un mateix sentiment batallant amb los accidents d'aquella terra relliscosa, enganyadora i falsa, al verb los sentits a la més xica impressió que orientés sos passos! (...) Ah! Desalentat, perdut lo nord d'aquell fúnebre laberint, se deixà caure, dèbil, sobre una pedra, com demanant més força per a continuar aquella ruta incerta i trista.”

#### El·lipsi
Es tracta de la supressió de fets de la història o bé perquè no són importants o bé perquè es pretén que el lector reconstrueixi la part eliminada, tenint en compte que aquest també n'és creador. A l'inici del quart capítol de Pilar Prim, de Narcís Oller, llegim “Quatre dies després”, la qual cosa vol dir que el narrador s'ha estalviat d'explicar-nos els esdeveniments que s'han produït entre el tercer i el quart capítol.

#### Resum
Exposició resumida d'una història dins d'una narració. Així, per exemple, just abans de la cloenda de La balada del cafè trist, de Carson McCullers, el narrador fa un brevíssim resum de la novel·leta: “Sí, el poble és trist. A les tardes d'agost els carrers són buits, empolsegats, i, per sobre, el cel llueix com un vidre. Res no es mou; no se senten veuis de nens, només la remor de la filatura. (...) La casa de la sennyoreta Amèlia té un desplom tan gran cap a la dreta que ara només cal esperar que s'esfondri del tot, i la gent procura no passar per l'eixida. (...) No hi ha absolutament res a fer al poble.”

## Localització
Tant en la literatura com en el cinema se sol localitzar l'espai on transiten els personatges i transcorren els fets. Fer-ho, a vegades, és crucial. Quan això passa, la descripció de l'espai sol anar a l'inici de la narració, com succeeix a Josafat, de Prudenci Bertrana, a La balada del cafè trist, de Carson McCullers, i a Touch of Evil, film dirigit per Orson Welles.

### L'ull que mira
En qualsevol descripció, hi ha l'ull que mira, o la videocàmara, tant és. El fet té una importància capital i no tenir-ho en compte és fatal. Si el narrador entra en una masia i el primer que descriu és l'altell, no s'até a aquest principi i l'espifia. Quan es descriu un conjunt de peus calçats que entren en un music-hall de Londres, com succeeix a The 39 Steps, d'Alfred Hitchcock, es transgredeix l'ordre lògic, però no aquesta premissa. Les descripcions no cal que siguin exhaustives, perquè tant l'ull com la càmara que se li assembla són selectius.

### La descripció: tipologia
La descripció és la representació d'alguna cosa amb paraules. Heus ací algunes classes:

#### Panorama
El panorama o la imatge panoràmica és la descripció àmplia d'un paisatge o d'un monument arquitectònic. L'exemple que es reprodueix tot seguit pertany al primer capítol de Solitud, de Víctor Català: “De l'altra banda, i a cosa de cana i mitja per sota la carretera, s'estenia el pla de Ridorta, abraçat al turó i tot ell divís en partions simètriques, mateix que un gran tauler d'escacs. Aquestes partions eren els horts de regadiu, la riquesa del poble, esmerçada a bocinets entre tots els veïns, mercès a antics establiments emfitèutics. Aleshores s'hi veien virolejar arreu les notes frescals i alegres de la verdura tendra, clapejant la grogor colrada del terrer, enmig dels viarons d'aigua clara, que espurnejaven al sol com llenques d'espill.”

#### Topografia
Descripció d'una part o d'una regió anatòmica determinada. Per exemple, la sina, en aquest exemple d'Obres públiques, de Manuel de Pedrolo: “Els ulls li reien amb els llavis i, sota, els pits se sollevaven amb un ritme alegre i engrescador que accentuava llur volum. Era curiós; la Jane mai no els havia tingut tan grossos, tan provocatius.”

#### Cronografia
Descripció del pas temps i de l'evolució que pateix la naturalesa i, per tant, l'home. A El jardí abandonat, de Santiago Rusiñol, trobem diversos ejemples com aquest: “Mai el dolor ha marcat a la cara més ratlles de tristesa; però mai la mort sofrí la mort del mateix cor amb noblesa més digna, ni mai la melangia ha entrat a cap casal com va entrar a casa nostra. Tot el jardí plorava. Aquests desmais que veus penjaven esllanguits que feien pena, els xiprers s'ennegriren, les flors es desfullaren, l'aigua del sortidor semblava un vas de llàgrimes. Fins els ocells callaren i feien el seu niu amagant que els veiessin.”

#### Prosopografia
Descripció dels trets físics o de l'aspecte exterior d'una persona. El següent exemple és de La balada del cafè trist, de Carson McCullers: “Era un foraster. És rar que un foraster entri al poble a peu a aquella hora. A més, era geperut. Amb prou feines feia quatre peus d'alçada i duia un abric estripat i ple de pols que només li arribava als genolls. Les cametes garrelles semblaven massa febles per a carregar el pes del pit deformat i el gep que portava a l'esquena. Tenia un cap molt gros, uns ulls blaus enfonsats i una boqueta perfilada. La cara semblava a la vegada dolça i descarada (...). Traginva una maleta vella, desproporcionada, lligada amb una corda.” 

#### Etopeia
Descripció del caràcter d'un personatge. Heus ací com Émile Zola descriu el caràcter colèric de Roubaud a La bête humaine: “Et, comme elle dégageait sa main, il sentit la bague, le petit serpent d'or a tête de rubis, oublié à son doigt. Il l'en arracha, le pila du talon sur le carreau, dans un nouvel accés de rage. Puis, il marcha d'un bout de la pièce a l'autre, muet, éperdu. Elle, tombée assise au bord du lit, le regardait de ses grands yeux fixes. Et le terrible silence dura.”

#### Retrat
El retrat és la descripció literària, pictòrica, escultòrica o fotogràfica d'una persona. Al poema In memoriam, de Gabriel Ferrater, podem trobar aquest retrat en vers: “El senyor Subietes va morir/ assassinat també. Si ara el recordo,/ veig roba negra i blanca, i algú dins/ que semblava ben vell. Potser no ho era. Quant al negre, no crec que fos per dol:/ era un misser, i aleshores anaven/ negres la gent de missa, i també algun/ vell elegant, i algun republicà/ dels de tota la vida. És per catòlic/ que va anar a la presó el vell Subietes./ Va tenir mala sort.”

#### Autoretrat
Retrat d'algú fet per ell mateix. Un bon exemple literari és el de Josep Pla.

#### Paral·lel
Comparació seguida entre dues persones o dues coses. A Internet pots trobar aquesta comparació entre la Catalunya d'abans i la d'ara: “Abans la gallineta deia no, ara calla.”

#### Quadre
Descripció d'una escena. L'exemple és de L'alegria que passa, de Santiago Rusiñol: “A primer terme una placeta. A l'esquerra, una iglésia sense estil ni ordre d'arquitectura, amb tres esglaons al portal, i una capelleta amb un fanal apagat. A la dreta, un ferrer, amb ferradures a la porta. Al mig de la plaça, mitja dotzena de plàtanos, ben polsosos i malalts, i dos bancs corcats, de pedra. Comença la tardor.”

#### Cefalografia
Descripció anatòmica i fisiològica del cap. Al Quadern gris, Josep Pla descriu el seu d'aquesta manera: “Acceptant la classificació de Retzius, el meu crani tendeix notòriament a la braquicefàlia. Sóc un cap curt i afegiré que sóc un cap gros. El meu cap està abundantment poblat de cabells.”

#### Pornografia
Descripció del sexe i de tots els actes que s'hi relacionen. A Les onze mille verges, de Guillaume Apollinaire s'hi poden trobar molts exemples. Miquel Martí Pol traduí uns quants poemes pornogràfics d'aquest autor avantguardista. Manuel de Pedrolo, que assajà molts gèneres, també assajà la pornografia. La narració Obres púbiques n'és un bon exemple.

#### Podografia
Es tracta de la descripció del peu, que pot ser ben sumària, com aquesta: “El peu era petit, jove.” Es troba al capítol Bodes de Sofia de Mirall trencat, de Mercè Rodoreda.

### Trets descriptius i ordre
En tota descripció, els trets descriptius ha de seguir un ordre absolutament estricte si es pretén l'acceptació del lector. Hi ha dos criteris bàsics d'ordenació. El primer és el concepte que hom té del món. Així, en una vista panoràmica, d'una catedral, per exemple, la descripció començarà pel campanar, que és segurament el punt més elevat. D'un matrimoni, es descriurà primer el marit, després l'esposa, perquè encara estem dins d'un entorn patriarcal. El segon, és l'ull que mira. Aquest ull escrutador fixarà l'atenció abans en les cames que en la testa d'una dona, sobretot si aquesta li empeny: “S'aixecà una mica més la faldilla; tenia les cames boniques, ben tornejades, el genoll rodó, llis, i el turmell fi.” Aquest exemple es pot llegir a Mirall trencat, de Mercè Rodoreda. De fet, l'ordre pot seguir ambdós criteris, com succeeix en aquesta descripció de Gabriel Ferrater: “Eva, das Mädchen: neutre pur. / Un fàcil ésser matinal: / dues cuixes, un entrecuix, / dos peuets que trepitgen prats.”

### El moviment de l'ull
L'ull que mira, o la càmara, no són estàtics, són dinàmics. Això no és cert solament pel cinema sinó també pels textos literaris. Així, al quart paràgraf del primer capítol de Josafat, de Prudenci Bertrana, l'ull no solament mira sinó que es mou: “Fa angoixa endinsar-se per aquell forat rectangular, fet a l'esbiaixada, sense cap relleu arquitectònic que l'indiqui ni volta que esvaeixi la idea d'enderrocament que suggereix en les juntures dels carreus. Talment apar que el mur peni, i, en traspassar-lo, fredor de pedra esgarrifa el visitant, que s'encongeix, aclaparat per la pesantor que endevina a sobre seu en l'enorme massa, que sembla cruixir i esmicolar-se a l'empenta immensa de l'atrevida nau.”

#### Zoom
Es tracta del moviment d'aproximació o bé d'allunyament d'un objecte. Posem la descripció panoràmica d'una estació, seguida d'un apropament al tren, primer, i a una dona que puja les escales d'un vagó, després.

#### Travelling i grua
Dos moviment que es confonen. El primer seria un moviment horitzontal, per exemple el del genet que, muntat dalt del cavall, mira d'atrapar un tren, mentre el segon es tractaria d'un moviment vertical, com el de davallada d'un aviador en paracaigudes.

## Curs de l'acció

### Ficció i estètica
El mot ficció ve del llatí fictione(m), que vol dir ‘imaginar, compondre, inventar’. D'altra banda, el mot estètica ve del grec aisthetiké, que significa ‘sensible’. Ara: tot artista s'expressa amb un llenguatge, o sistema simbòlic, el literari, el musical, el plàstic, el fílmic, etc. Segons Tzvetan Todorov, el llenguatge literari, contràriament al lògico-matemàtic, “no és un llenguatge que pugui o hagi de ser fals”, “és un llenguatge que no es deixa sotmetre a les proves de la veritat” i això “és el que en defineix l'estatus de ficció”. L'art no és ni còpia ni imitació, és una invenció que expressa d'una manera sensible, és a dir, estètica, l'univers de cada artista. L'autor crea la il·lusió de realitat. Es tracta del realisme. En canvi, el surrealisme crea una segona realitat basada en el somni i l'inconscient. Ficció no és altra cosa que una realitat inventada.

### Com muntar un drama bàsic
Haurem de passar per tres moments: 1. Presentació del problema; 2. Tria i desenvolupament de l'acció; 3. Solució del problema, desenllaç. És a dir, en un drama bàsic, plantegem un problema, que desenvolupem a partir de certs personatges que hem triat prèviament per arribar a una solució bona, dolenta o tràgica.

### El conflicte: correspondència i motivació
El drama progressa pel conflicte, que n'és el moll de l'os. El mot drama, a més, ve del grec drâma, que vol dir ‘acció’. Dit d'una altra manera, no hi ha drama sense acció i, per tant, sense conflicte o xoc entre forces i personatges. Com la vida, que seria avorridíssima. Si l'home no en tingués, de problemes, si a la vida no hi hagués conflictes, no hi hauria drama. El conflicte és l'espill de l'ésser i de la vida i de la relació del primer amb ell mateix i amb l'univers. Llevat d'instants en què no, brevíssims, estem constantment en conflicte. Shakespeare ho reflecteix en boca de Hamlet quan diu: “Ser o no ser, heus ací el dilema”. Hauria pogut oposar creure a no creure o bé voler a no voler. Succintament, un personatge pot estar en conflicte amb un altre home o amb un grup d'homes, amb forces no humanes, com déu o bé la natura i amb un força íntima, amb ell mateix. Les relacions emocionals del conflicte estan suficientment estudiades: 1.de simpatia, o solidaritat; 2. d'empatia, o identificació; i 3. d'antipatia, o rebuig. De fet, aquestes seran també les relacions que suscitarà el personatge en el lector o en el public. Davant del perill, unes passes amenaçadores que segueixen el protagonista en la foscor, el lector ha d'emetre l'esglai que aquell emetrà, perquè no n'és conscient. Per tant, ha d'haver-hi una correspondència, o complicitat, entre ambdós, protagonista i lector. És el que passa amb Robert Kincaid i la Francesca, la parella de Els ponts de Madison County que s'acomiada per sempre, després de cinc intensíssims dies d'amor. Tant a la novel·la, de Robert James Waller, com, sobretot a la versió fílmica de Clint Eastwood (Youtube), el lector o l'espectador se senten propers d'aquests personatges. Perquè la correspondència funcioni, cal que hi hagi una raó d'ésser, és a dir que hi hagi una motivació. Si el conflicte està fora de lloc i no està justificat, el lector desconnecta.

### Punt d'identificació
Per què el lector s'emociona, riu o plora, sent amor o odi? Per què un espectador s'aferra fort a la butaca, tanca els ulls o gira el cap i xiscle? Perquè hi ha un punt d'identicació o relació de convergència entre el públic i la història. Tant és així, que arribem a preguntar-nos perquè un personatge és tan ingenu que és capaç d'embolicar-se amb la femme fatale.

### Problemes i conflictes
Per al curs de l'acció, és important respondre'ns algunes preguntes sobre el protagonista: 1. Quina mena de problema té?; 2. Quina mena de conflicte té?; 3. En quin moment sorgirà el conflicte principal?; 4. Quina és la importància o abast del conflicte? La Francesca, la protagonista de Els ponts de Madison County, tot i estar ben casada i afillada, viu una vida avorrida al costat del marit, aïllada del món i sense perspectives. Aquest és el problema, que desencadena el conflicte, quan apareix Robert Kincaid, un fotògraf madur i atractiu del National Geografic. El conflicte és amb ella mateixa i bàsicament viu dos moments: el primer, quan ha de plantejar-se i decidir si accedeix a la crida interior que la duu a fer l'amor amb ell; el segon, quan després de cinc jornades d'amor intens, ha de decidir si ha de deixar el marit i, per tant, la família, per anar-se'n amb l'amant furtiu, en tornar el marit que havia anat a una fira ramadera. La renúncia comporta dolor i és l'essència del drama, que es projectarà més enllà de la mort d'ambdós en els fills d'ella.

### Voluntats conscient i inconscient
El protagonista actua motu proprio i, d'acord amb la seva manera de ser i de pensar, el porten a triar i, per tant, a generar conflictes. Aquesta voluntat pròpia pot ser conscient quan, per exemple, la protagonista amenaça de mort a l'amant que l'ha atonyinada en un instant de fúria etílica. O pot ser inconscient, quan, per exemple, un home mata les dones a causa de l'odi que sent envers la seva mare dominant, com succeeix amb Psicosi (pel·lícula de 1960), protagonitzada per Anthony Perkins. Ara ja podem definir curs de l'acció, o acció dramàtica, que és la suma de la voluntat pròpia del protagonista, la decisió que pot prendre i els canvis que genera aquesta decisió.

### El plot o faula
El plot és el dors de l'acció dramàtica, és a dir, el nucli de les accions organitzades d'una manera connexa.

## Caracterització del protagonista
L'heroi, o protagonista de la història, és el personatge bàsic del conflicte principal, dramàtic o no. Pot ser una persona o un grup de persones (protagonista col·lectiu), un ésser fantàstic o mitològic, un animal i, fins i tot, l'univers, com seria el cas d'algunes novel·les modernistes, per exemple, Solitud, de Víctor Català. Hi ha un decàleg de remarques bàsiques que cal tenir en compte a l'hora de caracteritzar el protagonista:

### Adequació del personatge a la història
Què és primer, el protagonista o bé la història? Tot i que és opinable, el protagonista ha d'ésser creat en funció de la història, no a l'inrevés. Per tant, és la mateixa història que indica com ha de ser, perquè totes les característiques han d'escaure a la trama, a l'story-line. Per això, és tan important el casting en el cinema o en el teatre. L'actor Cary Grant, així, personifica perfectament el protagonista de Perseguit per la mort, d'Alfred Hitchcock.

### Manera de pensar, parlar, sentir i reaccionar
La manera de pensar del protagonista es reflecteix, bàsicament, en la manera de parlar, així com els seus sentiments es palesen en les accions, en la manera de reaccionar. El tímid gairebé no obrirà boca, però el vanitós o bé parlarà per ell i pels altres o bé somriurà amb suficiència. Un sentiment pot mostrar-se amb un cop de puny o amb un crit o bevent un malta o menjant amb desfici.

### Qualificació senzilla
Sempre qualificarem el protagonista d'una manera senzilla, mai d'una manera excessiva. Ens limitarem als trets essencials. Així, si té un parlar nord-occidental, si tartamudeja o és mut, si té una manera de dir les coses carregosa, etc.

### El nom
El nom fa la cosa, encara que hom pugui creure el contrari. El nom és molt revelador, va associat a la classe social, ens informa sobre el caràcter i, fins i tot, l'adscriu a un determinat tipus. Podem imaginar-nos un nom altre que Jacques per al protagonista de La bête humaine, d'Émile Zola, maltractat per l'alcoholisme hereditari? O bé Natàlia, per a la protagonista de La plaça del Diamant, de Mercè Rodoreda, maltractada pel marit, que la menysté i substitueix el nom per Colometa?

### Densitat humana i versemblança
Que sigui real, potser diríem, però, quan un caràcter és una còpia de la realitat, tal com raja, hi ha la possibilitat que no ens el creiem. Com afegeix Josep Yxart, el millor és que el caràcter tingui versemblança, és a dir, que sigui creible. El protagonista ha de posseir valors, tant personals (endreçat, matiner, amant de la feina, familiar...) com universals (ètico-morals, religiosos, polítics). El protagonista, és clar, pot no tenir-ne, de valors, ser amoral o ser un criminal a qui els remordiments el persegueixen, com en el cas de Crim i càstig, de Fiódor Dostoievski. Molts d'aquests protagonistes negatius són perdonats i redimits. El protagonista no pot ser perfecte, perquè els éssers humans no ho són, són imperfectes i contradictoris. El que ha de tenir és densitat humana. Com més, més creible i més a prop de l'emoció.

### Factors físics, socials i psicològics
El protagonista, com qualsevol ésser humà, ha de ser únic. Té un aspecte físic, pertany a una classe social o està adscrit a un grup i, finalment, és un conglomerat d'inclinacions sexuals, desitjos, projectes, frustracions, sensacions, percepcions. Ara bé, tant els factors físics com els socials o els psicològics no són immutables, pateixen canvis. Per tant, a l'hora de fer la composició del protagonista, hem de donar-li la mobilitat correlativa a aquests factors. De jove, per tant, pot ser un hippie, però als trenta-cinc un directiu d'empresa agressiu, la seva manera de ser haurà canviat i vestirà d'una altra manera.

### Contradiccions bàsiques de l'ésser humà
Ben Brady, productor de cinema i de sèries televisives i guionista nord-americà, elaborà un quadre de trets bàsics de la personalitat humana. Molt útil, perquè conté una quarantena de parelles de trets, caracteritzades per representar dos pols oposats. Són una immillorable tria de les contradiccions humanes: parc: pròdig, gentil: violent, alegre: mòrbid, delicat: estúpid, generós: avar, clar: confús, brut: immaculat, intel·ligent: enze, graciós: apàtic, valent: covard, fanfarró: humil, obstinat: dòcil, gregari: isolat, moral: immoral, crèdul: incrèdul, sa: malalt, ingenu: maliciós, cruel: benvolent, dubtós: impulsi, vulgar: noble, lúcid: alienat, misteriós: evident, geniüt: serè, egoista: altruista, lleial: deslleial, loquaç: taciturn, just: injust, optimista: pessimista, tranquil: nerviós, sensible: insensible, arrogant: cortès, extravagant: mesurat, senzill: complex, pretensiós: modest, natural: afectat, maldestre: traçut, astut: franc, histèric: plàcid, galant: rude, actiu: mandrós.

### El contrast i el distanciament
En crear el protagonista, l'autor li dona un segell i una originalitat propis, una forma d'ésser, una personalitat inconfusible. De fet, n'és un fill que, en estar madur, va sol, tant que té voluntat pròpia, és a dir, actua i s'expressa amb independència de l'autor. El contrast és, precisament, la capacitat de voluntat pròpia. L'autor ha d'esser capaç de respectar-li la individualitat i l'originalitat i, per tant, ha d'establir-hi un distanciament, entre altres coses per no caure en el disbarat de fer-li dir les seves paraules i d'atorgar-li els seus desitjos i les seves perspectives.

### Les limitacions
L'espai és una limitació i no ens hem de preocupar si de bon començament el protagonista no hi surt totalment, perquè quan desenvoluparem la història, a través de les accions, els diàlegs, s'anirà dibuixant i mostrarà els seus sentiments i les contradiccions pròpies de l'ésser humà. Precisament seran les accions i els diàlegs qui diran com és.

### L'antagonista
L'antagonista és l'oposat del protagonista. Així, per exemple, la Roda-soques, “la mala fembra d'aquells indrets (...) la meuca bosquetana”, és l'antagonista de mossèn Llàtzer, “el rector nou”, el protagonista de Els sots feréstecs, de Raimon Casellas. Ell representa Déu, però ella el dimoni, de manera que oficiaran simultàniament una missa blanca i una missa negra. L'antagonista, com el protagonista, pot ser un personatge col·lectiu o representar-lo. En l'obra citada, la barjaula encarna l'esperit dels bosquetans, els habitants del bosc.

## Punt final
L'argument sorgeix d'una idea i, a més a més, n'és la millor defensa. És l'expressió escrita de l'ànima de la història. No cal que sigui literari, perquè no és la seva funció, però és convenient una bona redacció, fluida i coherent. La funció veritable és l'estudi de la seva viabilitat. Però, això sí, és la primera forma textual de l'obra literària o bé del guió, si es pretén transformar-la en imatges i so. Una bona manera de saber si un argument és bo o no és sotmetre'l a un qüestionari com aquest: 1. La figura del protagonista s'ajusta a la idea, a la història?; 2. El clímax, és intens i impactant? Està localitzat en el punt just?; 3. Són nítids els trets del protagonista?; 4. Què volem explicar, paga la pena?; 5. El problema plantejat, genera conflicte? 6. El desenllaç, és creïble, tot i que no l'esperàvem? Aquest qüestionari és obert, hi caben moltes més preguntes.